# Ganpu (köpinghuvudort i Kina, Zhejiang Sheng, lat 30,39, long 120,89)
Ganpu är en köpinghuvudort i Kina. Den ligger i provinsen Zhejiang, i den östra delen av landet, omkring 71 kilometer öster om provinshuvudstaden Hangzhou. Antalet invånare är 31 786. Befolkningen består av 16 170 kvinnor och 15 616 män. Barn under 15 år utgör 10,0 %, vuxna 15-64 år 75 %, och äldre över 65 år 14,0 %.
Närmaste större samhälle är Yuanhua, 11,6 km väster om Ganpu. 
Genomsnittlig årsnederbörd är 1 912 millimeter. Den regnigaste månaden är juni, med i genomsnitt 316 mm nederbörd, och den torraste är november, med 74 mm nederbörd.